# Club Deportivo Leones del Norte
El Leones Fútbol Club, más conocido como Leones, es un equipo profesional de fútbol radicado en la ciudad de Atuntaqui, Ecuador. Fue fundado el 4 de noviembre de 2017 con el nombre de Club Deportivo Profesional Leones del Norte. Actualmente participa en la Serie B de Ecuador.
Está afiliado a la Asociación de Fútbol Profesional de Imbabura (AFI).

## Historia
El club fue fundado el 4 de noviembre de 2017 en la ciudad de Atuntaqui, en la provincia de Imbabura. Ya en 2018 empezó su andar por el torneo profesional de Segunda Categoría de la provincia, en su primera participación logró una destacada actuación y terminó como subcampeón del torneo provincial, esto le valió para clasificar por primera vez a los zonales de ascenso a la Serie B; en sus primeros juegos en una fase nacional compartió la Zona 4 con Alianza Cotopaxi, Cumbayá Fútbol Club de Quito y Anaconda Fútbol Club de La Joya de los Sachas, concluyó en el cuarto lugar del grupo.
En 2019 no pasó de la fase provincial donde finalizó en el tercer puesto. Ya en 2020 vendría el primer logro importante del equipo de la mano del técnico brasileño Enoch de Souza, en una temporada marcada por la pandemia de COVID-19 consiguió coronarse campeón del torneo provincial de Imbabura, el primero para la institución y en los play-offs nacionales el sueño se quedaría en la primera fase al caer contra el Club La Paz de Manta.
En la temporada 2021 se repitió la gran actuación y el club logró el bicampeonato provincial, el equipo lograba así su segunda estrella de campeón; en los play-offs del Ascenso Nacional el camino empezó derrotando a Danubio de Pastaza, luego siguieron Santa Elena Sumpa de Santa Elena, el Club Aampetra de Pichincha, en penales se superó al Deportivo Santo Domingo y en las semifinales por el ascenso a la Serie B el rival a vencer era un viejo conocido, el Imbabura Sporting Club. En esa instancia concluyó su participación en la temporada tras caer 1-3 en el marcador global.
En la temporada 2022 se repitió la gran actuación y el club logró el tricampeonato provincial, el equipo lograba así su tercera estrella de campeón; en los play-offs del Ascenso Nacional el camino empezó perdiendo a Baldor Bermeo Cabrera del Azuay. En esa instancia concluyó su participación en la temporada tras caer 2-3 en el marcador global.
Para la temporada 2023 se repitió la gran actuación y el club logró el tetracampeonato provincial, el equipo lograba así su cuarta estrella de campeón; en los play-offs del Ascenso Nacional empezó derrotando a Huaquillas Fútbol Club de El Oro, luego siguieron Guaranda Fútbol Club de Bolívar, el Deportivo Quevedo de Los Ríos, en las semifinales por el ascenso a la Serie B el rival a vencer el Cimarrón Furia Verde de Esmeraldas por marcador global de 2-0 logrando el ascenso a la Serie B y clasificando a la final, en la final por el ascenso a la Serie B el rival a vencer era un viejo conocido, el San Antonio Fútbol Club. En esa instancia lo derrotó por 2-1 y se coronó campeón de la Segunda Categoría 2023.
El 16 de julio de 2024, en la sesión de la Federación Ecuatoriana de Fútbol, el Comité Ejecutivo procedió a notificar el cambio de nombre la institución. El Ministerio del Deporte aprobó que el conjunto anteño se pase a llamar oficialmente como Leones Fútbol Club.

## Uniforme

### Uniforme titular
| 2021 | 2022 | 2023 | 2024-I | 2024-II |

### Uniforme alterno
| 2021-2023 | 2024-I | 2024-II |

### Evolución del tercer uniforme
| 2024-I | 2024-II |

## Jugadores

### Plantilla 2025
- Actualizado en Abril de 2025.

- = Capitán.
- = Lesionado.

## Datos del club
- Temporadas en Serie B: 2 (2024-presente)
- Temporadas en Segunda Categoría: 6 (2018-2023)
- Mejor puesto en la liga:
- Peor puesto en la liga:
- Mayor goleada a favor en torneos nacionales:
- Mayor goleada en contra en torneos nacionales:
- Máximo goleador histórico:
- Máximo goleador en torneos nacionales:
- Primer partido en torneos nacionales:

## Palmarés

### Torneos nacionales
| Competición                      | Títulos | Subcampeonatos |
| -------------------------------- | ------- | -------------- |
| Segunda Categoría de Ecuador (1) | 2023.   |                |

### Torneos provinciales
| Competición                         | Títulos                 | Subcampeonatos |
| ----------------------------------- | ----------------------- | -------------- |
| Segunda Categoría de Imbabura (4/1) | 2020, 2021, 2022, 2023. | 2018.          |